# Tiro ai Giochi della VII Olimpiade - Tiro al piattello individuale
La competizione del tiro al piattello individuale  di tiro a volo ai Giochi della VII Olimpiade si tenne i giorni 23 e 24 luglio 1920 al Campo Militare di Hoogboom, Brasschaat.

## Risultati
Distanza 15 metri. Due colpi per bersaglio. 100 bersagli
| Pos.    | Concorrente            | Nazione       | Centri |
| ------- | ---------------------- | ------------- | ------ |
| Oro     | Mark Arie              | Stati Uniti   | 95     |
| Argento | Frank Troeh            | Stati Uniti   | 93     |
| Bronzo  | Frank Wright           | Stati Uniti   | 87     |
| 4       | Frederick Plum         | Stati Uniti   | 87     |
| 5       | Horace Bonser          | Stati Uniti   | 87     |
| 6       | Robert Montgomery      | Canada        | 86     |
| 7       | Johannes Nordahl-Lunde | Norvegia      | 85     |
| 7       | Henri Quersin          | Belgio        | 85     |
| 9       | Émile Dupont           | Belgio        | 84     |
| 9       | Albert Bosquet         | Belgio        | 84     |
| 11      | William Hamilton       | Canada        | 82     |
| 12      | George Whitaker        | Gran Bretagna | 79     |
| n/d     | George Beattie         | Canada        | 73     |
| n/d     | Samuel Vance           | Canada        | 71     |
| n/d     | John Black             | Canada        | 52     |
| n/d     | Enoch Jenkins          | Gran Bretagna | n/d    |
| n/d     | Veli Nieminen          | Finlandia     | n/d    |
| n/d     | Christiaan Moltzer     | Paesi Bassi   | n/d    |